# 東林路 (高雄市)
東林路（Donglin Rd.）為高雄市林園區的東西向道路，東起銜接林園區五福路，西止於沿海路四段路口，共分為東西兩段，林園北路為分段點。

## 行經行政區域
- 林園區

## 沿線設施
（由東至西）
- 東林東路：
  - 全家便利商店林園鳳林店
  - 主幼商場林園店
  - 鞋全家福林園店
- 東林西路：
  - 7-ELEVEN園東門市
  - 東林福德廟
  - 屈臣氏林園門市
  - 燦坤高雄林園店
  - 多那之咖啡高雄林園門市
  - 康是美新林園門市
  - 陽信銀行林園簡易分行
  - 全家便利商店林園文林店
  - 仁愛休閒公園
  - 7-ELEVEN東林門市
  - 建佑醫院
  - 萊爾富高建店
  - 杏一醫療用品林園建佑店
  - 全聯福利中心林園東林店

## 公共自行車
- 高雄市公共自行車租賃系統：
  - 仁愛休閒公園：東林西路/文賢北路(西北側)

## 相關連結
- 高雄市主要道路列表